# リジー・ヘイル
リジー・ヘイル（Elizabeth Mae "Lzzy" Hale、1983年10月10日 - ）は、アメリカ合衆国の女性ロックミュージシャン。ハードロック・バンド「ヘイルストーム」のボーカル兼ギタリスト。

## 私生活
ヘイルは自身の家族で4人目のエリザベス・メイであると彼女はラウドワイヤーの事実またはフィクションのインタビューで公言した。
2014年10月11日、ヘイルはTwitterでバイセクシュアルであると公表した。2015年10月30日、同バンドメンバーのジョシュ・スミスは、ヘイルとジョー・ホッティンジャーは、オン/オフの関係にあることを認めた。
2020年2月29日、ヘイルはナッシュビルSCの初のメジャーリーグサッカーの試合で日産スタジアムに出演した。